# 松島房次郎
松島 房次郎（まつしま ふさじろう、生没年不詳）は江戸時代の浮世絵版画の彫師。

## 略歴
彫工房次郎、彫工房、松島房次郎刀、彫房、松島彫房、ホリ房次と号しており、名人房と呼ばれた。歌川広重、3代目歌川豊国、歌川国芳の錦絵を担当している。
弟子に松島政吉、横川竹二郎がおり、この系列から渡辺栄蔵、小泉巳之吉、小泉兼五郎、遠藤定吉らが出ている。

## 作品
- 歌川広重 「木曾海道六拾九次之内 贄川」 横大判 天保後期
- 3代目歌川豊国・歌川国芳・歌川広重 「小倉擬百人一首」 大判揃物 弘化初期 この揃物中数図に名前がみられる。
- 歌川国芳 「大願成就有ケ滝縞」 大判揃物 弘化初期 この揃物中数図に名前がみられる。
- 歌川国芳 「東海道五十三対 藤枝」 大判 弘化期
- 歌川国芳 「隅田川対高賀紋」 大判3枚続 嘉永5年